# Calotis scabiosifolia
Calotis scabiosifolia là một loài thực vật có hoa trong họ Cúc. Loài này được Sond. ex F.Muell. mô tả khoa học đầu tiên năm 1853.